# Castello del Stuyvenberg
Il Castello del Stuyvenberg (in francese Château du Stuyvenberg; in fiammingo Kasteel van Stuyvenberg) è una residenza della Casa reale belga che fu costruito nel 1725 per poi essere acquistato prima dallo Stato belga, e poi dal re Leopoldo II del Belgio. Il primo sovrano ad utilizzare la tenuta fu Leopoldo di Sassonia-Coburgo-Gotha che vi collocò a vivere l'amante Arcadie Claret. A Stuyvenberg nacquero i sovrani Baldovino I ed Alberto II, che trascorse i primi anni di vita proprio nel castello. Dopo la Seconda guerra mondiale, la regine Elisabetta, fino al 1965, e Fabiola, dal 1998 al 2014, risiedettero nel Castello del Stuyvenberg, che ancora oggi è parte del Donation royale.

## Storia
Il Castello di Stuyvenberg fu costruito nel 1725, acquistato per 200.000 franchi belgi dallo Stato belga nel 1840 e successivamente acquistato da re Leopoldo II, che lo donò al Donation royale; il primo sovrano belga re belga, Leopoldo di Sassonia-Coburgo-Gotha, usò la residenza come abitazione per la sua amante Arcadie Claret, difatti il loro secondogenito Arthur vi nacque nel 1852. A nascere nel Castello di Stuyvenberg fu i futuri sovrani belga Baldovino nel 1930 ed il fratello minore Alberto II nel 1934, entrambi trascorsero i loro primi anni a Stuyvenberg. Dopo la Seconda guerra mondiale, la regina Elisabetta, vedova di Alberto I del Belgio, visse nel castello fino alla sua morte nel 1965. Dopo la scomparsa della sovrana, il castello fu utilizzato per quasi trent'anni come residenza per dignitari stranieri, in visita in Belgio. Dal 1998 al 2014, la regina Fabiola, vedova di Baldovino I, lo elesse a sua dimora, vi morì infatti il 5 dicembre 2014. Il castello rimase poi vuoto per tre anni fino a quando la Donation royale lo affittò tramite Sotheby's, casa d'aste, ad una coppia di privati nel 2017.Note
1. ↑  Alphonse Guillaume G. Wauters, Histoire des environs de Bruxelles, 1855, p. 377.
2. ↑  (FR) Ph Fy, Le Stuyvenberg, lieu de paix de Fabiola, su La Libre.be, 16 febbraio 2024. URL consultato il 17 febbraio 2024.
3. ↑  (NL) Bart Van Belle, Koningin Fabiola overleden, in De Standaard, 5 dicembre 2014. URL consultato il 13 luglio 2024.
4. ↑  (FR) Antoine Clevers, Le château du Stuyvenberg sera occupé par Michèle Sioen et Marnix Galle, su La Libre.be, 12 luglio 2024. URL consultato il 13 luglio 2024.